# Geiserich (navă)
Geiserich a fost un șlep automotor german de transport de 712 tdw, care a participat la operațiunea de evacuare a soldaților români și germani din Crimeea din anul 1944. A fost lansat în 1870 cu numele de Neghelli ca navă italiană de marfă și capturat de germani în 1943. 
La data de 12 mai 1944 Geiserich, se afla în convoiul „Sturzul” din apropiere de Sevastopol când este atacat de un avion sovietic Il-2. A fost mai târziu torpilat și scufundat de submarinul Sc-201. 
Locul scufundării este situat la 50 Mm vest de Capul Cherson la adâncimea de aproximativ 1000 de metri.